# Slag om Zweinstein
De Slag om Zweinstein (Engels: The Battle of Hogwarts) is een belangrijke gebeurtenis in het zevende deel van de Harry Potterserie. Het 31ste hoofdstuk heeft dezelfde naam, hoewel de Slag meerdere hoofdstukken duurt.
Het gevecht betekent het einde van de Tweede Tovenaarsoorlog en de dood van Heer Voldemort. Het gevecht duurt een hele nacht, waarbij 54 doden vallen.

## Het Gevecht

### Harry Potter op Zweinstein
Nadat Harry Potter samen met zijn vrienden Ron Wemel en Hermelien Griffel de kelk van Helga Huffelpuf uit een kluis in Goudgrijp stelen, krijgt Harry een visioen uit de gedachten van Heer Voldemort.
Hij ziet Voldemort de doodsbange Kobolden uit Goudgrijp martelen en ondervragen over wat er uit de kluis van Bellatrix van Detta is gestolen. Het blijkt een Gruzielement van hem te zijn. Voldemort komt zo tot de conclusie dat Harry Potter er jacht op maakt. Hij wordt bang en doodt de Kobolden en wat andere tovenaars met de Vloek des Doods en besluit alle plekken waar hij zijn Gruzielementen verstopt heeft te controleren om te kijken of die veilig zijn. Via de visioenen uit zijn gedachten krijgt Harry te horen dat de bergplaats waar Voldemorts laatste Gruzielement verstopt is zich op Zweinstein bevindt. De exacte locatie blijft echter nog onbekend.
Harry Potter besluit direct naar Zweinstein te vertrekken en verschijnselt in Zweinsveld. De Dooddoeners hebben echter een Merg-en-Beenbezwering aangebracht, zodat er een alarm afgaat wanneer iemand de straat betreedt. Zij kunnen Harry Potter en zijn vrienden niet zien, die zitten namelijk onder Harry's Onzichtbaarheidsmantel, maar hebben wel goede reden om aan te nemen dat hij er is. Ze besluiten de Dementors op hem af te sturen. Harry spreekt de Patronusbezwering uit, dit zou hem normaliter verraden. Desiderius Perkamentus trekt hem echter zijn café, de Zwijnskop, binnen en zegt tegen de Dooddoeners dat het zijn Patronus was, een geit.
Desiderius zorgt ervoor dat Harry, Ron en Hermelien Zweinstein binnen kunnen komen (langs het schilderij van Ariana, Desiderius' zus) in de Kamer van Hoge Nood. Hier ontmoeten zij Marcel Lubbermans en vele andere leerlingen. Zij bieden weerstand tegen de heerschappij van Severus Sneep op Zweinstein, door middel van de Strijders van Perkamentus (SVP).

### De Diadeem
Eenmaal aangekomen op Zweinstein legt Harry uit aan de SVP dat hij op zoek is naar een belangrijk voorwerp dat kan helpen Voldemort te verslaan en dat het waarschijnlijk van Rowena Ravenklauw is. Hij krijgt te horen dat dit de verloren Diadeem van Rowena Ravenklauw kan zijn. Hij weet echter niet hoe dit voorwerp eruitziet en gaat daarom naar de leerlingenkamer van Ravenklauw om hier het standbeeld van Rowena Ravenklauw te bekijken.
Op hetzelfde ogenblik komt Voldemort erachter dat veel van zijn Gruzielementen verdwenen en waarschijnlijk vernietigd zijn. Hij is vastbesloten om Zweinstein als laatste te controleren, aangezien die locatie het best bewaakt wordt.
Eenmaal in de leerlingenkamer wordt Harry geconfronteerd met Alecto Kragge, een Dooddoener die dan lesgeeft op Zweinstein en die van Voldemort zelf de opdracht heeft gekregen om wacht te houden bij de slaapzaal van Ravenklauw. Zij geeft door aan Voldemort dat het Harry toch gelukt is op Zweinstein te komen. Ze wordt echter verlamd door Loena Leeflang. Harry Potter maakt zijn aanwezigheid kenbaar aan Minerva Anderling, hij voelt dat Voldemort onderweg is naar Zweinstein en hij vraagt haar het kasteel zo goed mogelijk daartegen te beveiligen.

### Het gevecht begint
De Orde van de Feniks en een grote groep oud-leerlingen worden gealarmeerd dat het vechten wordt op Zweinstein. Professor Anderling regelt de aftocht van de minderjarige leerlingen, studenten die meerderjarig waren mogen kiezen om te blijven voor het gevecht of het kasteel met de minderjarigen te verlaten. Er ontstaat een grote groep die het kasteel op alle mogelijke punten verdedigt terwijl Professor Banning ingewikkelde verdedigingsspreuken uitspreekt over het kasteel.
Harry gaat op zoek naar de Diadeem en spreekt met het spook van Ravenklauw, de Grijze Dame, die de dochter van Rowena Ravenklauw blijkt te zijn. Zij vertelt hem dat zij de Diadeem van haar moeder had gestolen en verstopt had vlak voor haar moeders dood. Hoewel zij dit jarenlang geheim heeft weten te houden wist de jonge Voldemort haar ervan te overtuigen om het hem te vertellen en die maakte daar weer een Gruzielement van. Met logisch nadenken komt Harry erachter dat de Diadeem in de Kamer van Hoge Nood moet liggen.
Ondertussen is Voldemort aangekomen op het terrein van Zweinstein. Hij koestert nu grote wanhoop en vreest voor zijn Gruzielement. Hij wil Harry nu koste wat het kost in handen krijgen om te voorkomen dat deze slaagt in zijn missie, hij sommeert zijn Dooddoeners op het terrein en nog wat versterking van dodelijke wezens zoals Reuzen en Dementors. Hij beveelt hun het kasteel te doorzoeken en Harry naar hem te brengen en als het moest al zijn vrienden ervoor te doden. Ze komen er heel snel achter dat dit door de verdediging niet gaat en zo ontstaat er een belegering.
Harry ontmoet Ron en Hermelien, die blijkbaar naar de Geheime Kamer zijn gegaan om giftanden van de Basilisk te halen. Hiermee hebben ze de kelk van Helga Huffelpuf vernietigd. Eenmaal in de Kamer van Hoge Nood gaan Harry en zijn vrienden op zoek. Draco Malfidus, Vincent Korzel en Karel Kwast hebben hen echter opgewacht en ze maken zich kenbaar vlak nadat Harry de Diadeem heeft gevonden. Er breekt een gevecht uit en Vincent Korzel gebruikt Duivelsvuur, een vuur van Zwarte Magie, dit breidt zich uit en vernietigt de Diadeem. Korzel komt om het leven door zijn eigen spreuk.
Ondertussen wordt er in het kasteel hard gevochten en de Dooddoeners weten met veel moeite het kasteel toch binnen te dringen. Een klein legertje leerlingen aangevoerd door Romeo Wolkenveldt, Desiderius Perkamentus en Professor Minerva Anderling weten de Dooddoeners echter weer terug te dringen uit het kasteel.
Op het terrein schakelen de Dooddoeners Dementors in en jagen zij reuzen-spinnen, beter bekend onder de naam acromantula' s, uit het Verboden Bos naar binnen en het leger van Zweinstein moet zich daarmee bezighouden. Met de hulp van een paar Reuzen weten de Dooddoeners een bres te slaan in de noordelijke muur en komen zo toch het kasteel weer in. Zo valt na een lange tijd vechten de hele strategische opstelling in Zweinstein uiteen en het komt nu gewoon neer op knokken zonder overgave, overal in kasteel wordt gevochten door heksen en tovenaars die duellerend in gevecht gaan, de acromantula's klimmen via de muren het kasteel binnen en vallen zowel de goede als de slechte tovenaars aan.
De Dementors komen steeds talrijker binnen terwijl de reuzen de gangen en de muren aan puin slaan. Dit alles zorgt voor grote nederlagen en had zelfs einde van het leger van Zweinstein betekend als de Dooddoeners niet plotseling teruggeroepen werden door hun meester zelf. De Dooddoeners trekken zich terug maar laten de monsters achter, de reuzen-spinnen worden doodgemaakt en teruggedreven en de Dementors weggejaagd met Patronussen.

### Een uur pauze
Voldemort geeft het gevecht een uur staking en vertelt Harry dat het gevecht wordt doorgezet en iedereen gedood wordt als hij zichzelf niet binnen een uur overgeeft. Hij vertelt hem dat hij wacht in het Verboden Bos. Harry leest de gedachten van Voldemort en komt erachter dat hij zich tijdens het gevecht verscholen had in het Krijsende Krot. Ook heeft Voldemort Sneep naar zich toegeroepen. Wanneer Harry daar aankomt, blijkt dat Voldemort Sneep gaat vermoorden. Hij laat zijn slang Nagini dit doen. Voldemort denkt dat hij door die moord de werkelijke eigenaar van de Zegevlier wordt en begeeft zich naar het Verboden Bos.
Sneep is aan het sterven, terwijl Voldemort al weg is. Harry gaat naar hem toe en krijgt van hem zijn gedachten, vlak voordat hij sterft. Harry bekijkt deze gedachten in de schoolhoofdkamer door gebruik te maken van de Hersenpan.
Harry ontdekt dat hij zich moet laten vermoorden door Voldemort. Hij laat dit doen in het Verboden Bos. Voldemort gebruikt de Avada Kedavravloek.
Harry wordt echter opnieuw niet gedood door de Vloek, maar raakt buiten bewustzijn. Dit komt doordat Voldemort nog verbonden is met Harry. Voldemort heeft namelijk, toen hij Harry's ouders doodde, onbedoeld een Gruzielement in Harry geplaatst. Dit Gruzielement wordt door de Vloek des Doods wel vernietigd. Als Harry buiten bewustzijn raakt, komt hij in een vreemde, witte omgeving terecht die hem doet denken aan het station van Kings Cross. Daar praat hij met Perkamentus. Perkamentus vertelt Harry dat Voldemort het Gruzielement in hem heeft vernietigd en dat Harry, als hij wil, kan terugkeren en het verder kan opnemen tegen Voldemort en zijn Dooddoeners. Omdat Harry niet weet waar hij precies terecht is gekomen, vraagt hij Perkamentus: "Is dit in mijn hoofd of is het echt?" Perkamentus antwoordt: "Dit is inderdaad in je hoofd, Harry, maar dat betekent niet dat het niet echt is." Hij besluit terug te keren om eens en voor altijd met Voldemort af te rekenen.

### Het laatste gevecht
Voldemort denkt dat Harry dood is en vraagt aan Narcissa Malfidus om dit te controleren. Zij voelt Harry's hartslag en vraagt zacht aan Harry of Draco, haar zoon, nog leeft en of hij in het kasteel is. Harry fluistert "ja" en Narcissa staat op en zegt tegen iedereen dat Harry dood is. Narcissa weet dat ze slechts naar het kasteel mag gaan om haar zoon te zoeken als lid van het zegevierend leger. Harry's lichaam wordt meegenomen naar het kasteel, maar niet alle spreuken van Voldemort lijken te werken of ze verliezen hun kracht na verloop van tijd. Dit komt doordat Harry zijn leven heeft gegeven voor de anderen, zodat de rest blijft leven. Harry is dan wel niet dood, maar hij was bereid te sterven, en dat is voldoende om de bescherming te geven - net als zijn moeder dat ooit voor hem had gedaan.
Wanneer Hermelien, Ron en Ginny Harry's lichaam zien, reageren ze geschokt. Marcel Lubbermans maakt zich los uit de menigte om Voldemort aan te vallen, maar wordt snel ontwapend. Voldemort bespot hem en besluit hem te martelen door Marcel te verlammen, de Sorteerhoed op Marcels hoofd te zetten en in brand te steken. Op dat moment vallen de Centauren aan. In de chaos verbreekt Marcel Voldemorts verlammingsspreuk en trekt het Zwaard van Griffoendor uit de Sorteerhoed, waarmee hij Nagini onthoofdt. Alle zeven Gruzielementen van Voldemort zijn hiermee vernietigd. Harry gooit zijn onzichtbaarheidsmantel over zich heen in de chaos. Niemand weet dat hij nog leeft.
Binnen gaat het er, ondanks het feit dat men denkt dat Harry dood is, steeds beter uitzien voor Harry Potters zijde. De Huis-Elfen van Zweinstein, onder leiding van Knijster, mengen zich in het gevecht. Ook arriveren er versterkingen uit Zweinsveld, geleid door Charlie Wemel en een teruggekeerde Hildebrand Slakhoorn. Een voor een worden de Dooddoeners overmeesterd tot er uiteindelijk twee overblijven. Bellatrix vecht tegen Hermelien, Loena en Ginny, terwijl Voldemort het opneemt tegen Anderling, Slakhoorn en Romeo Wolkenveldt. Wanneer Bellatrix Ginny op een haar na mist met een Avada Kedavravloek, wordt het haar moeder, Molly Wemel, te veel: in haar eentje gaat ze het gevecht aan met Bellatrix en doodt haar. Wanneer Voldemort ziet dat zijn trouwste volgelinge is gedood, slaat hij zijn drie belagers aan de kant en richt zich op Molly Wemel. Harry kan dit niet aanzien, gebruikt de verdedigingsspreuk Protego en gooit zijn mantel af.
Iedereen is stomverbaasd Harry levend te zien. Harry gaat het gevecht met Voldemort aan. Harry vertelt Voldemort dat Sneep al die tijd trouw was aan Perkamentus, gemotiveerd door zijn eeuwige liefde voor Harry's moeder, Lily. Sneep heeft Perkamentus nooit vermoord, maar hem op diens verzoek gedood. Vlak voor zijn dood had Draco Malfidus Perkamentus echter ontwapend, waardoor Malfidus (en niet Sneep) de ware meester van de Zegevlier werd. En enkele weken eerder heeft Harry de toverstaf van Draco afgepakt. Harry is hierdoor dus de ware meester van de Zegevlier.
Hierna spreekt Harry de Expelliarmusspreuk en Voldemort tegelijkertijd de Avada Kedavravloek uit. Maar omdat Voldemort dus niet de ware meester van zijn toverstaf is wordt zijn vloek teruggekaatst en doodt hij zichzelf in plaats van Harry. Harry vangt de Zegevlier op en hiermee is het gevecht, en daarmee de Tweede Tovenaarsoorlog, definitief voorbij.

## Gestorven personages
| Persoon                    | Gedood door                        | Oorzaak |
| -------------------------- | ---------------------------------- | --- |
| Vincent Korzel             | Zichzelf (per ongeluk)             | Duivelsvuur |
| Fred Wemel                 | Mogelijk Augustus Ravenwoud        | Explosie veroorzaakt door onbekende spreuk (eventueel Expulso of Confringo) |
| Remus Lupos                | Antonin Dolochov                   | Duel |
| Nymphadora Tops            | Bellatrix van Detta                | Duel |
| Severus Sneep              | Nagini (in opdracht van Voldemort) | Beet van een slang |
| Nagini                     | Marcel Lubbermans                  | Onthoofding door het zwaard van Griffoendor |
| Bellatrix van Detta        | Molly Wemel                        | Duel |
| Heer Voldemort             | Harry Potter/zichzelf              | Doordat Harry Potter de rechtmatige eigenaar is van de Zegevlier, ketst de Vloek des Doods, door Voldemort afgeschoten, terug op hem waardoor hij voor eens en voor altijd dood is. De staf kan namelijk zijn ware meester niet doden. |
| Ten minste vijftig anderen | n.v.t.                             | n.v.t. |